# 彼得·彼得罗夫斯基
彼得·格里戈里耶维奇·彼得罗夫斯基（俄语：Пётр Григорьевич Петровский；1899年10月1日—1941年9月11日），俄罗斯革命家、共产党领导人，苏联乌克兰领导人格里戈里·彼得罗夫斯基次子，1917年十月革命期间参与攻占冬宫的行动，加入赤卫队。1921年参与镇压喀琅施塔得起义，1932年因柳廷事件被捕流放，1934年获释，1937年再次被捕，1941年被处决。